# Bourne (filmserie)
Bourne er en filmserie af amerikanske spionthriller film, der er baseret på karakteren Jason Bourne (spillet af Matt Damon) der er en tidligere CIA lejemorder, der lider af hukommelsestab, som forsøger at finde ud af, hvem han er. Karakteren er skabt af forfatteren Robert Ludlum.
Alle Ludlums tre romaner om Bourne er blevet filmatiseret med Matt Damon som titelkarakteren. Doug Liman instruerede The Bourne Identity (2002) og Paul Greengrass instruerede The Bourne Supremacy (2004), The Bourne Ultimatum (2007) og Jason Bourne (2016). Tony Gilroy var med til at skrive filmene, bortset fra Jason Bourne og han instruerede The Bourne Legacy (2012).
Damon valgte ikke at genoptage rollen som Bourne i The Bourne Legacy, der introducerede en ny hovedperson; Aaron Cross (Jeremy Renner), der er en agent fra Department of Defense, som flygter for livet som følge af det Bourne har gjort i Ultimatum. Karakteren Jason Bourne optræder ikke i Legacy, men hans navn bliver nævnt og billeder af Damon som Bourne bliver brugt igennem hele filmen. Damon vendte tilbage til den femte film Jason Bourne.
Bourne-serien er generelt blevet positivt modtaget, og den har indspillet over $1,6 mia. sammenlagt. Til forskel fra mange andre samtidige actionfilm, så er en stor del af stuntarbejdet i serien baseret på rigtige stunts i stedet for computer-generated imagery (CGI).

## Film
| Film                 | Amerikansk premiere | Instruktør      | Manuskriptforfatter(e)                      | Historie af                          | Producer(e)                                                                                  |
| -------------------- | ------------------- | --------------- | ------------------------------------------- | ------------------------------------ | -------------------------------------------------------------------------------------------- |
| The Bourne Identity  | 14. juni 2002       | Doug Liman      | Tony Gilroy og William Blake Herron         | Tony Gilroy og William Blake Herron  | Doug Liman, Patrick Crowley og Richard N. Gladstein                                          |
| The Bourne Supremacy | 23. juli 2004       | Paul Greengrass | Tony Gilroy                                 | Tony Gilroy                          | Frank Marshall, Patrick Crowley og Paul L. Sandberg                                          |
| The Bourne Ultimatum | 3. august 2007      | Paul Greengrass | Tony Gilroy, Scott Z. Burns og George Nolfi | Tony Gilroy                          | Frank Marshall, Patrick Crowley og Paul L. Sandberg                                          |
| The Bourne Legacy    | 10. august 2012     | Tony Gilroy     | Tony Gilroy og Dan Gilroy                   | Tony Gilroy                          | Frank Marshall, Patrick Crowley, Jeffrey M. Weiner og Ben Smith                              |
| Jason Bourne         | 29. juli 2016       | Paul Greengrass | Paul Greengrass og Christopher Rouse        | Paul Greengrass og Christopher Rouse | Matt Damon, Paul Greengrass, Gregory Goodman, Frank Marshall, Jeffrey M. Weiner og Ben Smith |

## Karakterer
| Karakter                  | Film                     | Film                 | Film                 | Film                   | Film                      |
| Karakter                  | The Bourne Identity      | The Bourne Supremacy | The Bourne Ultimatum | The Bourne Legacy      | Jason Bourne              |
| Karakter                  | 2002                     | 2004                 | 2007                 | 2012                   | 2016                      |
| ------------------------- | ------------------------ | -------------------- | -------------------- | ---------------------- | ------------------------- |
| Jason Bourne David Webb   | Matt Damon               | Matt Damon           | Matt Damon           | Matt DamonA            | Matt Damon                |
| Marie Helena Kreutz       | Franka Potente           | Franka Potente       | Franka PotenteA      |                        |                           |
| Nicolette "Nicky" Parsons | Julia Stiles             | Julia Stiles         | Julia Stiles         |                        | Julia Stiles              |
| Ward Abbott               | Brian Cox                | Brian Cox            | Brian CoxAV          |                        |                           |
| Daniel "Danny" Zorn       | Gabriel Mann             | Gabriel Mann         |                      |                        |                           |
| Alexander Conklin         | Chris Cooper             | Chris CooperA        |                      |                        |                           |
| The Professor             | Clive Owen               |                      |                      |                        | Clive OwenA               |
| Nykwanna Wombosi          | Adewale Akinnuoye-Agbaje |                      |                      |                        | Adewale Akinnuoye-AgbajeA |
| Pamela Landy              |                          | Joan Allen           | Joan Allen           | Joan Allen             |                           |
| Tom Cronin                |                          | Tom Gallop           | Tom Gallop           |                        |                           |
| Martin "Marty" Marshall   |                          | Tomas Arana          |                      |                        |                           |
| Kirill                    |                          | Karl Urban           |                      |                        |                           |
| Jarda                     |                          | Marton Csokas        |                      |                        |                           |
| Dr. Albert Hirsch         |                          |                      | Albert Finney        | Albert Finney          | Albert FinneyA            |
| Noah Vosen                |                          |                      | David Strathairn     | David Strathairn       |                           |
| Ezra Kramer               |                          |                      | Scott Glenn          | Scott Glenn            |                           |
| Ray Wills                 |                          |                      | Corey Johnson        | Corey Johnson          |                           |
| Simon Ross                |                          |                      | Paddy Considine      | Paddy ConsidineA       |                           |
| Paz                       |                          |                      | Edgar Ramirez        | Edgar RamirezA         |                           |
| Desh Bouksani             |                          |                      | Joey Ansah           |                        | Joey AnsahA               |
| Martin Kreutz             |                          |                      | Daniel Brühl         |                        |                           |
| Kiley                     |                          |                      | Scott Adkins         |                        |                           |
| Aaron Cross               |                          |                      |                      | Jeremy Renner          |                           |
| Dr. Marta Shearing        |                          |                      |                      | Rachel Weisz           |                           |
| Eric Byer                 |                          |                      |                      | Edward Norton          |                           |
| Mark Turso                |                          |                      |                      | Stacy Keach            |                           |
| Outcome #3                |                          |                      |                      | Oscar Isaac            |                           |
| LARX 3                    |                          |                      |                      | Louis Ozawa Changchien |                           |
| Zev Vendel                |                          |                      |                      | Corey Stoll            |                           |
| Robert Dewey              |                          |                      |                      |                        | Tommy Lee Jones           |
| Heather Lee               |                          |                      |                      |                        | Alicia Vikander           |
| Asset                     |                          |                      |                      |                        | Vincent Cassel            |
| Aaron Kalloor             |                          |                      |                      |                        | Riz Ahmed                 |
| Craig Jeffers             |                          |                      |                      |                        | Ato Essandoh              |
| Richard Webb              |                          |                      |                      |                        | Gregg Henry               |

### Personel
| Personel                | Film                                                                                                 | Film                                                                         | Film | Film | Film                                                                                            |
| Personel                | The Bourne Identity                                                                                  | The Bourne Supremacy                                                         | The Bourne Ultimatum                                                                                         | The Bourne Legacy | Jason Bourne                                                                                    |
| Personel                | 2002                                                                                                 | 2004                                                                         | 2007 | 2012 | 2016                                                                                            |
| ----------------------- | --- | ---------------------------------------------------------------------------- | --- | --- | ----------------------------------------------------------------------------------------------- |
| Instruktør              | Doug Liman                                                                                           | Paul Greengrass                                                              | Paul Greengrass                                                                                              | Tony Gilroy | Paul Greengrass                                                                                 |
| Producere               | Doug Liman, Patrick Crowley and Richard N. Gladstein                                                 | Frank Marshall, Patrick Crowley and Paul L. Sandberg                         | Frank Marshall, Patrick Crowley and Paul L. Sandberg                                                         | Frank Marshall, Patrick Crowley, Jeffrey M. Weiner and Ben Smith                                                     | Frank Marshall, Jeffrey M. Weiner, Ben Smith, Matt Damon, Paul Greengrass and Gregory Goodman   |
| Editor(s)               | Saar Klein                                                                                           | Christopher Rouse and Rick Pearson                                           | Christopher Rouse                                                                                            | John Gilroy | Christopher Rouse                                                                               |
| Ledende af filmfotograf | Oliver Wood                                                                                          | Oliver Wood                                                                  | Oliver Wood                                                                                                  | Robert Elswit | Barry Ackroyd                                                                                   |
| Komponist(er)           | John Powell                                                                                          | John Powell                                                                  | John Powell                                                                                                  | James Newton Howard                                                                                                  | John Powell og David Buckley                                                                    |
| Forfatter               | Manuskript af: Tony Gilroy and William Blake Herron Baseret på: The Bourne Identity by Robert Ludlum | Manuskript af: Tony Gilroy Baseret på: The Bourne Supremacy by Robert Ludlum | Manuskript af: Tony Gilroy, Scott Z. Burns og George Nolfi Baseret på: The Bourne Ultimatum af Robert Ludlum | Manuskript af: Tony Gilroy ogDan Gilroy Historie af: Tony Gilroy Baseret på: The Bourne Legacy af Eric Van Lustbader | Manuskript af: Paul Greengrass og Christopher Rouse Baseret på: Bourne-serien afy Robert Ludlum |
| Distributør             | Universal Pictures                                                                                   | Universal Pictures                                                           | Universal Pictures                                                                                           | Universal Pictures                                                                                                   | Universal Pictures                                                                              |
| Udgivelsesdatoer        | 14. juni, 2002                                                                                       | 23. juli, 2004                                                               | 3. august, 2007                                                                                              | 10. august, 2012 | 29. juli, 2016                                                                                  |
| Længde                  | 118 minutter                                                                                         | 108 minutter                                                                 | 116 minutter                                                                                                 | 135 minutter | 123 minutter                                                                                    |
| MPAA rating             | PG-13                                                                                                | PG-13                                                                        | PG-13 | PG-13 | PG-13                                                                                           |

## Modtagelse
Bourne-serien har modtaget gode anmeldelser fra kritikere og har stor kommerciel succes. Ultimatum vandt Academy Awards: Best Film Editing, Sound og Best Sound Editing. Både Supremacy pg Ultimatum vandt Empire Award for Best Film.

### Indtjening
| Film                 | Udgivelsesdato  | Budget    | Indtjening   | Indtjening     | Indtjening     | Rangering | Rangering   | Referencer |
| Film                 | Udgivelsesdato  | Budget    | USA          | Internationalt | På verdensplan | USA       | Verdensplan | Referencer |
| -------------------- | --------------- | --------- | ------------ | -------------- | -------------- | --------- | ----------- | ---------- |
| The Bourne Identity  | June 14, 2002   | $60 mio.  | $121,661,683 | $92,372,541    | $214,034,224   | 537       | 728         | [ 6 ]      |
| The Bourne Supremacy | July 23, 2004   | $75 mio.  | $176,241,941 | $112,258,276   | $288,500,217   | 273       | 505         | [ 7 ]      |
| The Bourne Ultimatum | August 3, 2007  | $110 mio. | $227,471,070 | $215,353,068   | $442,824,138   | 157       | 255         | [ 8 ]      |
| The Bourne Legacy    | August 10, 2012 | $125 mio. | $113,203,870 | $162,940,880   | $276,144,750   | 604       | 526         | [ 9 ]      |
| Jason Bourne         | July 29, 2016   | $120 mio. | $162,434,410 | $253,050,504   | $415,484,914   | 323       | 279         | [ 10 ]     |
| Total                | Total           | $490 mio. | $801.012.974 | $835.975.269   | $1.636.988.243 |           |             | [ 11 ]     |

### Modtagelse
| Film                 | Rotten Tomatoes   | Metacritic      | CinemaScore |
| -------------------- | ----------------- | --------------- | ----------- |
| The Bourne Identity  | 83% (189 reviews) | 68 (38 reviews) | A−          |
| The Bourne Supremacy | 81% (194 reviews) | 73 (39 reviews) | A−          |
| The Bourne Ultimatum | 92% (263 reviews) | 85 (38 reviews) | A           |
| The Bourne Legacy    | 56% (226 reviews) | 61 (42 reviews) | B           |
| Jason Bourne         | 55% (306 reviews) | 58 (50 reviews) | A−          |